# Marie de Châtillon (1323-1363)
Pour les articles homonymes, voir Marie de Châtillon et Châtillon.
Marie de Châtillon, née en 1323 et morte en 1363, duchesse de Lorraine, est la fille de Guy Ier de Blois-Châtillon, comte de Blois et de Chartres, et de Marguerite de Valois, sœur du roi Philippe VI de France. Elle est la sœur de Charles de Blois et de Louis Ier de Blois-Châtillon.

## Mariage et descendance
Elle épouse en 1334 Raoul (1320 † 1346), duc de Lorraine, et a :
- deux filles jumelles, nées et mortes en 1343 ;
- Jean Ier (1346 † 1390), duc de Lorraine.

Le traité de mariage est passé près de Pont-Sainte-Maxence. La nièce du roi de France reçoit une dot de 22 150 livres tournois. Son douaire est constitué des seigneuries de Guise, Habonnières, Rumigny et Aubenton : c'est l'origine du comté de Guise, dévolu aux cadets de la famille de Lorraine.
Dans un premier temps, le duché est administré par la duchesse Elisabeth, sa belle-mère, en l'absence de Raoul de Lorraine.

## Régences
À la mort de son époux, Marie est nommée régente du duché au nom de son fils Jean, seulement âgé de quelques mois. Elle se remarie vers la fin de 1352 avec un noble lorrain, Ferry, comte de Linange. Conformément au testament de Raoul, elle doit alors partager la régence avec le comte Eberhard II de Wurtemberg.
Elle reçoit la forteresse de Château-Salins qu'elle doit céder à l'évêque de Metz Adhémar de Monteil. À partir de la fin de 1347, elle entame avec l'évêque un conflit de dix ans entrecoupé de trêves.
Elle a des relations de bon voisinage avec Yolande de Flandre, comtesse et régente de Bar,et signe avec elle deux traités de paix, en 1347 et le 8 novembre 1348.
La paix est rompue en 1350 et Marie de Châtillon, ainsi que Jean, comte de Salm et Waléran, comte de Deux-Ponts, pénètrent dans le Barrois et le ravagent. Yolande et l'évêque de Metz, en représailles, ravagent les environs de Nancy. Il faut la médiation du pape Clément VI et l'intervention du roi Jean II de France pour ramener la paix en 1352.
Jusqu'à sa mort en 1365, elle assure le gouvernement du duché au nom de son fils qui, se battant dans les armées du roi de France, est fait prisonnier en Angleterre jusqu'en 1360.
Elle est inhumée à l'abbaye de Clairlieu.